# Horný Vadičov
Horný Vadičov je obec na Slovensku v okrese Kysucké Nové Mesto. V roce 2018 zde žilo 1 620 obyvatel. První písemná zmínka o obci pochází z roku 1386. Obcí prochází několik turistických tras.

## Poloha
Obec Horný Vadičov s rozlohou 2081 ha leží na konci Vadičovské doliny, která se nachází pod jižními svahy bradlového pásma Kysucké vrchoviny v délce téměř deseti kilometrů. Přes obec protéká Vadičovský potok s přítoky Ílovicí, Sopotnicí a Dlouhým potokem, takže původní zástavba probíhala po březích potoků.
Vadičovský potok vytvořil při svém toku náplavy a říční trasy jako Lužina (název se používá dodnes) a Závodie. Katastr obce leží ve výšce 480 až 999 m n. m. a na jeho území se nachází Přírodní rezervace Ľadonhora o rozloze 285,74 ha na stejnojmenném vrchu (999 m n. m). Jeho okolí a přilehlé části jsou pokryty lesními porosty bučin s přítomností několika teplomilných druhů rostlin a živočichů, přičemž zde jsou zastoupeny vzácné druhy, z nichž některé se vyskytují pouze na tomto území.

## Obec a její části
Obec má čtyři hlavní části (osady):
- Prostredný Vadičov (v minulosti samostatná obec)
- Rolia
- Galierovce
- Košariská

### Symboly obce
Nejstarší symbol obce je známý podle otisků blíže nedatovaného pečetidla z druhé poloviny 18. století. Kruhopis pečeti zní IGIL(UM) P(OSSESSIONIS). FELSICO VADICZO (tedy pečeť obce Horný Vadičov) a ve středu pečetního pole vyrůstá mezi dvěma výhonky květ slunečnice.

## Dějiny
Osídlení vesnice se datuje zhruba k přelomu 14. a 15. století, jako Silvia Vaditzov se vzpomíná v roce 1386. Její název se v průběhu dějin měnil – v roce 1419 Wadycho, 1504 Fels Wadychow a v roce 1773 Horní Wadičow. Do konce feudalismu byla obec zemanským majetkem.
Na více místech (Crkovo, Ľadonhora) se při archeologickém výzkumu našly stopy osídlení lidu lužické kultury z mladší doby bronzové (např. bronzová sekerka s toulcem) a starší doby železné. Hradiště, které poskytovalo ochranu obyvatelstvu, se nacházelo na temeni Ľadonhory. Stopy púchovské kultury se nacházejí i v údolí Vadičovského potoka.
Na hornovadičovském hřbitově roste pět chráněných lip, jedna z nich je prohlášena za chráněný přírodní výtvor,s obvodem kmene 585 cm je největší lipou v regionu Kysuce.
V roce 1789 byla v obci postavena fara a v roce 1806 římskokatolický kostel sv. Mikuláše. V obci působil a současně literárně tvořil kaplan a kysucký básník Dlhomír Poľský (vlastním jménem Andrej Majer). V listopadu 1944 byly na věž kostela namontovány hodiny, jejichž tvůrcem byl tehdy 72letý Lukáč Berešík Bôtek (Bvotek), rodák z obce. Tyto hodiny byly vyhotoveny z různých dostupných strojních součástek a fungují dodnes.
Mezi kulturní památky patří lidový dům Slivkovců. V obci se ještě nachází původní lidová architektura – kysucké dřevěnice, z nichž jsou některé dodnes obydlené.